# 数秘術 (X-ファイルのエピソード)
「数秘術」（原題:Improbable）は『X-ファイル』のシーズン9第13話で、2002年4月7日にFOXが初めて放送した。本エピソードでは、オープニングのスローガンが「DIO TI AMA」（イタリア語で「神はあなた（人間）を愛している」という意味）となっており、それに合わせてクリス・カーターのクレジットも「Produttore Esecutivo: Chris Carter」（イタリア語で「製作総指揮: クリス・カーター」）となっている。
本エピソードは『X-ファイル』のエピソードの中でも特に難解なものであり、賛否が大きく分かれた(後述)。

## スタッフ
- 監督・脚本：クリス・カーター

## キャスト

### レギュラー
- ジリアン・アンダーソン - ダナ・スカリー特別捜査官
- ロバート・パトリック - ジョン・ドゲット特別捜査官
- アナベス・ギッシュ - モニカ・レイエス特別捜査官

### ゲスト
- バート・レイノルズ - バート（神?）
- トラヴィス・リッカー - ウィリアム・モルダー
- エレン・グリーン - ヴィッキー・バーディック
- ジョン・カペロス - フォーダイス
- レイ・マッキノン - マッド・ウェイン

## ストーリー

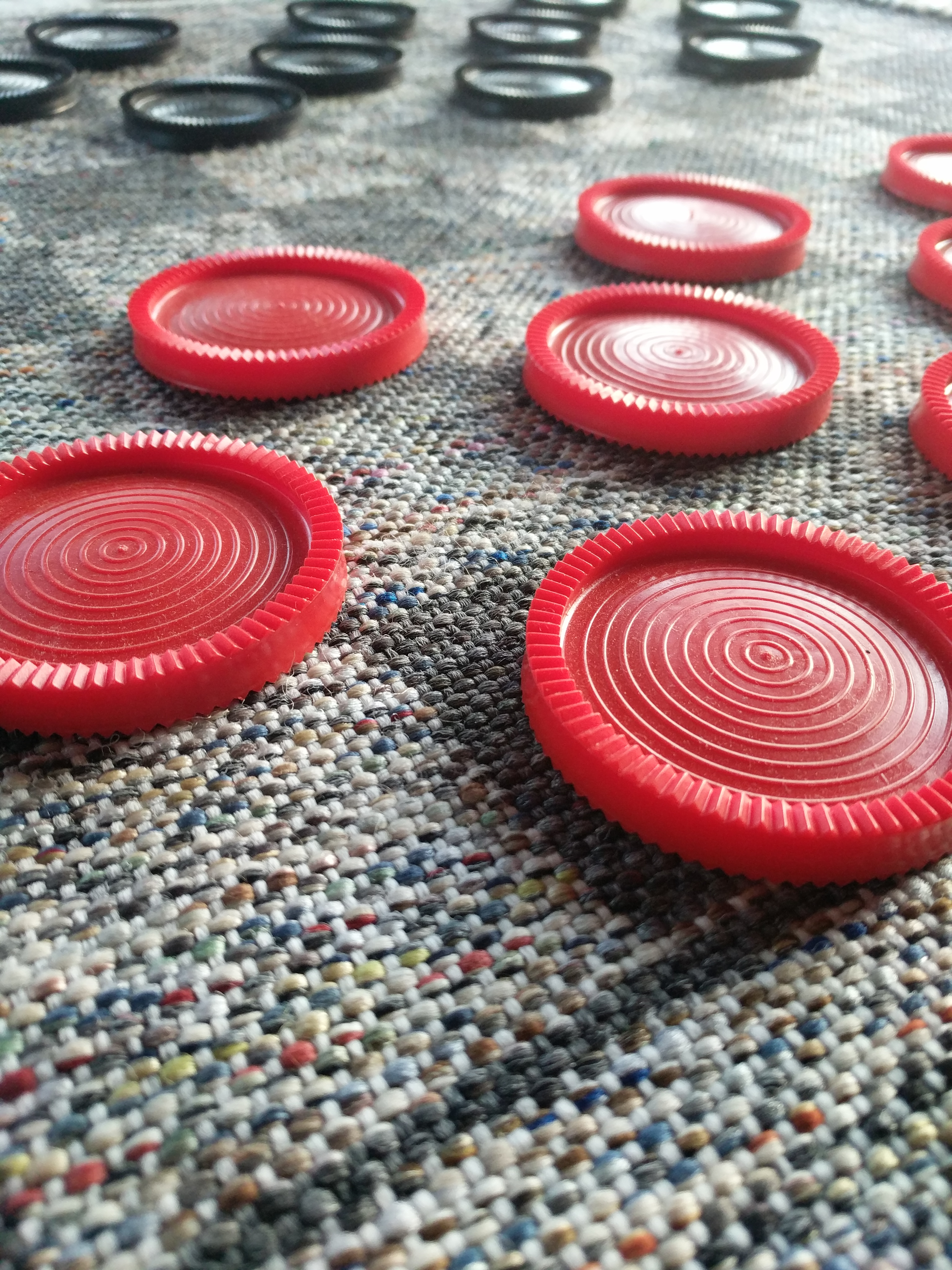
赤と黒のチェッカーの駒

レイエスは連続殺人事件を調査している最中に、事件が数秘術と関係しているのではないかと直感する。それを聞いたスカリーは、数秘術よりも、犯人のはめていた指輪が被害者の顔にぶつかってできた傷跡の方に注目するべきだとレイエスに言う。自分の直感が間違っているとは思えないレイエスは数秘術の専門家に助言を仰ぎに行くも、その専門家は連続殺人犯によって殺されてしまう。犯人は、バートという不審な男性に呼び止められ、謎めいたことを言われるが、気に留めることはなかった。
レイエスは事件と数秘術が関係していると主張するが、その主張は他の捜査官に受け入れられなかった。しかし、犯行現場を地図上に図示して線でつないでみると「6」という数字が浮かび上がって来た。スカリーとレイエスは数秘術の専門家が殺された現場を再調査することにした。道中のエレベーターで、スカリーはたまたま同乗した男性が指輪を3つはめているのを見る。この男性が連続殺人犯だと確信したスカリーは男に銃を突きつけるも逃げられてしまう。
2人は自動車の陰に隠れているバートを発見し、ボディチェックをする。その時バートはいきなり2人をチェッカーに誘う。チェッカーの赤色の駒と黒色の駒は次に殺される被害者の髪の色を暗示しているかのようだった。それを悟った2人は、犯人がまだ駐車場に隠れているのではないかと捜索する。それに気づいた犯人は2人に襲い掛かった。間一髪のところで、駐車場にやって来たドゲットが犯人を射殺した。ドゲットは数秘術で次の被害者がスカリーだと知ったのである。不思議なことにバートは現場からいなくなっていた。
近所のイタリア料理店ではパーティが行われていた。2人の男が歌を歌って場はさらに盛り上がった。カメラは上空へとズームアウトしていく。町の夜景を空から眺めると、そこにはバートの笑顔が浮かび上がっており、彼が気まぐれで人間の前に姿を現した神かもしれないことが示される。

## 製作

### 構想・キャスティング
カーターは政府とエイリアンの陰謀を中心に物語が展開される『X-ファイル』においても、ユーモアを盛り込むことは必要だと感じていた。特に、重い話が多いシーズン9ではなおのことそうだと考えていた。カーターは「シーズン9は陰鬱な雰囲気を漂わせていた。だからこそ、緊張から解放されるようなエピソードが必要だった。」と述べている。
数秘術の専門家、ヴィッキー・バーディックの名前は、カーターの知り合いの高校生の名前からとった。カーターはヴィッキーというキャラクターを気に入っていたが、そうであるからこそ劇中で殺さなければならないと感じていたという。ヴィッキー役にエレン・グリーンを起用するにあたって、カーターはグリーンが出演した映画『リトル・ショップ・オブ・ホラーズ』を2回鑑賞した。ヴィッキーが登場するシーンをどう撮影するかを決めるのにカーターはかなりの時間を費やした。カーターは「グリーンは兵士のようだった。僕の演出に忠実に演技してくれたんだよ。」と当時を振り返っている。ヴィッキーを演じるグリーンは、覚えなければならない設定が多くて苦労したと述べている。
アナベス・ギッシュもセリフを覚えるのに苦労したという。ギッシュは「私が台詞を必死で覚えているとき、『ああ。私は何としてもこのセリフを覚えねばならない。ところが、その台詞はまるで物理学の統一理論のように難解なの。覚えられなかったらどうしよう。』と思っていた」と述べている。
バート・レイノルズは前々から知人のロバート・パトリックに『X-ファイル』にぜひ出演したいという思いを明かしていた。それを受けて、カーターは本エピソードにレイノルズを起用することにした。カーターは出演依頼を出すにあたってレイノルズに書き上げた脚本を送った。それを読んだレイノルズは出演の依頼を快諾した。カーターは「若い男にとって、レイノルズは憧れの存在だった。そんな彼と仕事ができるなんて夢みたいだ。」と語っている。パトリックは「レイノルズと共演できたのは素晴らしい体験になった。レイノルズは演じることを心から楽しんでいるんだ。」と述べた。
カーターは本エピソードに登場する数秘術に関して、「数秘術が我々の生活の一部分であり、生活の中で何らかの役割を果たしていると示したかった。とはいえ、数秘術を使ったのは、我々の生活空間（宇宙と言い換えてもよい）と問題解決能力（事件の解決に寄与するものであったり人生の不思議を解明するためのものであったりする）を規定しているある種のパターン、行動を規定する様式を説明するためであった。このエピソードを視聴すればわかるように、懐疑主義者スカリーと霊感が強いレイエスの行動はほぼ一致した。つまり、数秘術が事件に関係していると信じるようになったのである。」と語っている。

### 視覚効果・音楽
上空から見た街の夜景にバートの笑顔が浮かび上がってくるラストシーンはCGによって表現された。ただし、その前のカーニバルのシーンはクレーンを用いて地元のお祭りを撮影したものが使われている。CGの夜景はバート・レイノルズの頭部を象って作られた。2方向から撮影された画像を1つにまとめ、ぼんやりと顔が浮かび上がるような加工を施した。当初の予定では、クリス・カーターの顔が夜景に浮かび上がる予定であったがそれは没になった（その映像はシーズン9のDVDボックスの特典映像として収録されている）。
本作の楽曲もマーク・スノウが作曲したものである。スノウはカーターの求めに応じてカール・ゼロの楽曲を基に本作の楽曲を作曲した。カーターは「ゼロの楽曲を聞いたとき、「型破りな作品ではあるが、僕が作りたいエピソードにぴったりな音楽だ。リトル・イタリーで開催されるサン・ジェナーロ祭を彷彿とさせる。」と感じた」と述べている。

## 内容の解説
クリス・カーターは「「数秘術」の根底にあるのは「数字」なんだ。日常生活における数字の重要性は、各々のプレイヤーに手札が配られる場所、つまりカードテーブルに由来するものだ。私たちは皆カードを持つ存在（自分の行動の選択権を持つ存在）でありつつも、先祖から受け継いだ遺伝子によって運命が決まった存在、つまり、数秘術的な存在であると言える。この考えが日常生活において役に立つものを僕たちにもたらす。つまり、それは「自由意志」と「運命」なんだ。」と述べている。
こうしたカーターの見方は、バートが街角で3枚のトランプカードを引いて並べたとき、2枚はジョーカーで1枚はキングであったシーンに強く現われている。2枚のジョーカーはイエスが磔刑に処されたときにその傍らで磔にされていた2人の泥棒を象徴しており、キングはイエスが神の子であることを暗示している。
本エピソードに登場する連続殺人犯のマッド・ウェインは不運な人間であった。それ故に、ウェインは自分の中の悪に従って行動してしまったのである。カーターは「ウェイン自体が運命のようなものだ。運命こそ「数秘術」において僕が探求したかったテーマなんだ。視聴者は冒頭のシーンでウェインが自らの運命についてレイノルズ演じる神に問いかけるのを見る。神は全ての運命を知っているのだ。少なくとも、神はウェインをうまく扱わなければならないのだ。」と語っている。また、カーターは「神は全ての数字を知っているのだ。すべての数字は神に属するものだからだ。神は人間に数字を振り分け、壮大な規模のトランプゲームをやっているのだ。神は自分が人間でゲームをしているということを我々にそれとなく示そうとしている。神のゲームは勝敗がはっきりと決まる。その参加者の一人でもあるウェインはゲームに負けてしまったんだ。」とも語っている。

## 評価
2002年4月7日、FOXは本エピソードを初めてアメリカで放映し、910万人（538万世帯）が視聴した。
本エピソードはその難解さゆえに賛否が大きく分かれた。ロバート・シャーマンとラース・パーソンはその著書『Wanting to Believe: A Critical Guide to The X-Files, Millennium & The Lone Gunmen』で本エピソードに5つ星評価で4つ星を与え、「脚本にかなりの知性を感じる。」「クリス・カーターの演出がとても素晴らしいので、我々は神の視点から物語を眺めることができる。」「神ほどの知性は無いにせよ、相当な知性があるのは確かだ。」と評している。『クリティカル・ミス』のジョン・キーガンは本エピソードに10点満点で6点を与え、「全体を見れば十分楽しめる話だった。しかし、以前のシーズンにあったような明快かつ感動的なエピソードよりもいい点数をつける理由がなかった。シーズン6とシーズン7はこの手の話が多すぎて却って評価を落としている。シーズン9に来てまた同じことをやるのかと思った。」と述べている。『A.Vクラブ』は「「数秘術」でどんな物語が展開されているのかは分からなかったが、レイノルズの強烈な存在感とそのユーモラスな演技は目に焼き付いた。」と述べている。
『ガーディアン』は本エピソードを「『X-ファイル』の傑作エピソード13選」のうちの一本に入れている
。UGOネットワークスは本エピソードに登場するバートを「『X-ファイル』に登場したモンスター11選」に選出し、「クリス・カーターが思い描いたように、神は善なる存在である。神は自らの創造物、つまり人間に自分が作り出したパターンをそれとなく提示している。神は人間に目の前にあるヒントをよく見なさいと絶えず働きかけているのだ。神は人間が自分のヒントを見ないことを熟知してはいるが、それでもヒントを示し続けるのである。」と評している。